# Campeonato Uruguayo de Fútbol Femenino 2001
El Campeonato Uruguayo de Fútbol Femenino 2001 fue la quinta edición del Campeonato Uruguayo de Fútbol Femenino. 
El torneo consistió en un campeonato a dos ruedas de todos contra todos, coronándose campeón el Rampla Juniors Fútbol Club.

## Equipos participantes

### Datos de los equipos
| Club                  | Ciudad     | Estadio | Capacidad | Fundación             | Temporadas | Temp. Consecutivas | Títulos | Subtítulos | 2000 |
| --------------------- | ---------- | ------- | --------- | --------------------- | ---------- | ------------------ | ------- | ---------- | ---- |
| Atlántida Piedra Lisa | Canelones  | -       | -         | -                     | —          | —                  | —       | —          | —    |
| Central Español       | Montevideo | -       | -         | 5 de enero de 1905    | 4          | 4                  | —       | —          | 5°   |
| Danubio               | Montevideo | -       | -         | 1 de marzo de 1932    | 4          | 4                  | —       | —          | 3°   |
| Huracán Buceo         | Montevideo | -       | -         | 15 de marzo de 1937   | —          | —                  | —       | —          | —    |
| Montevideo Wanderers  | Montevideo | -       | -         | 15 de octubre de 1933 | 2          | 2                  | —       | —          | 7°   |
| Nacional              | Montevideo | -       | -         | 14 de mayo de 1899    | 4          | 4                  | 2       | 2          | 1°   |
| Rampla Juniors        | Montevideo | -       | -         | 7 de enero de 1914    | 4          | 4                  | 2       | 2          | 2°   |

Notas: Los datos estadísticos corresponden a los campeonatos uruguayos oficiales. Las fechas de fundación de los equipos son las declaradas por los propios clubes implicados. La columna «Estadio» refleja el estadio donde el equipo más veces oficia de local en sus partidos, pero no indica que sea su propietario. Véase también: Estadios de fútbol de Uruguay.

## Tabla de posiciones
| Uruguay                                          |
| Campeón Uruguayo 2001 Rampla Juniors 3.er título |